# Sascha Bäcker
Sascha Bäcker (* 1. August 1979 in Siegen) ist ein ehemaliger deutscher Fußballspieler und derzeitiger -trainer.

## Karriere
Seine Fußballkarriere begann er bei der SG Siegen-Giersberg, dann VfB 07 Weidenau, 1992 wechselte er in die C-Jugendmannschaft der Sportfreunde Siegen, für die er bis 2006 als Innen-/Außenverteidiger spielte. In dieser Zeit stieg er unter Trainer Gerhard Noll mit der zweiten Mannschaft der SF Siegen im Seniorenbereich von der Landesliga in die Verbandsliga und von der Verbandsliga in die Oberliga auf. Seinen ersten Einsatz in der Regionalliga mit der 1. Mannschaft der Sportfreunde hatte Bäcker in der Saison 2001/02 gegen die TSG Hoffenheim unter Trainer Ingo Peter. Danach folgten weitere 66 Einsätze, ehe er 2005 den Aufstieg in die zweite Bundesliga schaffte. Er kam zu 16 Einsätzen in der zweiten Liga und spielte 2002 ein Spiel im DFB-Pokal gegen Rot-Weiß Oberhausen. Aus beruflichen Gründen wechselte er 2006 zum 1. FC Kaan-Marienborn.
In der Saison 2007/08 schaffte die Mannschaft mit Bäcker als Leistungsträger als Meister den Aufstieg in die Landesliga, er bestritt jedes Pflichtspiel der Saison. Gleich zu Beginn der Saison 2008/09 zog sich Bäcker einen Kreuzbandriss zu und fiel den Großteil der Saison aus. Die Saison 2009/10 schloss der 1. FC Kaan-Marienborn mit Sascha Bäcker als Meister der Landesliga Staffel 2 ab und stieg damit zur neuen Saison in die Westfalenliga auf. Dort ließ er einen Fersensporn zunächst nur mit Spritzen und Medikamenten behandeln, um weiterhin spielen zu können. Später traten immer wieder Entzündungen auf, die auch durch eine Operation nicht behoben werden konnten. In der Saison 2012/13 absolvierte Bäcker kein einziges Spiel mehr für den 1. FC Kaan-Marienborn und beendete im Sommer 2013 seine Karriere. Anschließend war er bis Dezember 2014 als Co-Trainer von Florian Schnorrenberg beim TuS Erndtebrück in der Oberliga Westfalen.
Bäcker ist als Automobilkaufmann tätig und lebt in Dahlbruch.

### Einsätze
Er bestritt 67 Einsätze in der Regionalliga und 16 in der 2. Bundesliga.